# Altershausen
Altershausen is een plaats in de Duitse gemeente Münchsteinach, deelstaat Beieren, en telt 250 inwoners.